# Ciclismo ai Giochi della XI Olimpiade - Tandem
La competizione del Tandem di ciclismo dei Giochi della XI Olimpiade si è svolta i giorni 7 e 8 agosto 1936  al Velodromo olimpico di Berlino, in Germania.

## Risultati

### 1 turno
Si è disputato il 7 agosto. I vincitori di ciascuna serie ai quarti di finale i restanti ai recuperi.
| Pos. | Nazione   | Atleti                         | Tempo |
| ---- | --------- | ------------------------------ | ----- |
| 1    | Belgio    | Franciscus Cools Roger Pirotte | 11"4  |
| 2    | Danimarca | Heino Dissing Bjørn Stiler     |       |

| Pos. | Nazione | Atleti                       | Tempo |
| ---- | ------- | ---------------------------- | ----- |
| 1    | Francia | Pierre Georget Georges Maton | 11"0  |
| 2    | Austria | Ferry Dusika Alfred Mohr     |       |

| Pos. | Nazione     | Atleti                     | Tempo |
| ---- | ----------- | -------------------------- | ----- |
| 1    | Paesi Bassi | Bernard Leene Hendrik Ooms | 11"2  |
| 2    | Svizzera    | Karl Burkhart Fritz Ganz   |       |

| Pos. | Nazione       | Atleti                      | Tempo |
| ---- | ------------- | --------------------------- | ----- |
| 1    | Italia        | Carlo Legutti Bruno Loatti  | 11"6  |
| 2    | Gran Bretagna | Ernest Chambers John Sibbit |       |

| Pos. | Nazione     | Atleti                         | Tempo |
| ---- | ----------- | ------------------------------ | ----- |
| 1    | Germania    | Ernst Ihbe Carl Lorenz         | 11"6  |
| 2    | Stati Uniti | William Logan Albert Sellinger |       |
| 3    | Ungheria    | Miklós Németh Ferenc Pelvássy  |       |

### Recuperi 1 turno
Si sono disputati il 7 agosto. I vincitori di ciascuna serie ai quarti di finale.
| Pos. | Nazione   | Atleti                     | Tempo |
| ---- | --------- | -------------------------- | ----- |
| 1    | Danimarca | Heino Dissing Bjørn Stiler | 11"4  |
| 2    | Austria   | Ferry Dusika Alfred Mohr   |       |

| Pos. | Nazione     | Atleti                         | Tempo |
| ---- | ----------- | ------------------------------ | ----- |
| 1    | Stati Uniti | William Logan Albert Sellinger | n/d   |
| 2    | Svizzera    | Karl Burkhart Fritz Ganz       |       |

| Pos. | Nazione       | Atleti                        | Tempo |
| ---- | ------------- | ----------------------------- | ----- |
| 1    | Gran Bretagna | Ernest Chambers John Sibbit   |       |
| -    | Ungheria      | Miklós Németh Ferenc Pelvássy | DNS   |

### Quarti di finale
Si sono disputati l'8 agosto. I vincitori di ciascuna serie alle semifinali.
| Pos. | Nazione | Atleti                         | Tempo |
| ---- | ------- | ------------------------------ | ----- |
| 1    | Francia | Pierre Georget Georges Maton   | 11"0  |
| 2    | Belgio  | Franciscus Cools Roger Pirotte |       |

| Pos. | Nazione   | Atleti                     | Tempo |
| ---- | --------- | -------------------------- | ----- |
| 1    | Germania  | Ernst Ihbe Carl Lorenz     | 11"8  |
| 2    | Danimarca | Heino Dissing Bjørn Stiler |       |

| Pos. | Nazione       | Atleti                      | Tempo |
| ---- | ------------- | --------------------------- | ----- |
| 1    | Paesi Bassi   | Bernard Leene Hendrik Ooms  | 11"2  |
| 2    | Gran Bretagna | Ernest Chambers John Sibbit |       |

| Pos. | Nazione     | Atleti                         | Tempo |
| ---- | ----------- | ------------------------------ | ----- |
| 1    | Italia      | Carlo Legutti Bruno Loatti     | 11"0  |
| 2    | Stati Uniti | William Logan Albert Sellinger |       |

### Semifinali
| Pos. | Nazione  | Atleti                       | Tempo |
| ---- | -------- | ---------------------------- | ----- |
| 1    | Germania | Ernst Ihbe Carl Lorenz       | 11"0  |
| 2    | Francia  | Pierre Georget Georges Maton |       |

| Pos. | Nazione     | Atleti                     | Tempo |
| ---- | ----------- | -------------------------- | ----- |
| 1    | Paesi Bassi | Bernard Leene Hendrik Ooms | 11"4  |
| 2    | Italia      | Carlo Legutti Bruno Loatti |       |

### Finale 3 e 4 posto
| Pos.   | Nazione | Atleti                       | 1 Manche | 2 Manche |
| ------ | ------- | ---------------------------- | -------- | -------- |
| Bronzo | Francia | Pierre Georget Georges Maton | 11"0     | 11"0     |
| 4      | Italia  | Carlo Legutti Bruno Loatti   |          |          |

### Finale
| Pos.    | Nazione     | Atleti                     | 1 Manche | 2 Manche |
| ------- | ----------- | -------------------------- | -------- | -------- |
| Oro     | Germania    | Ernst Ihbe Carl Lorenz     | 11"0     | 11"0     |
| Argento | Paesi Bassi | Bernard Leene Hendrik Ooms |          |          |